# Tesserarius
Een tesserarius is de onder-officier die in de Romeinse legioenen verantwoordelijk was voor het wachtwoord, dat op kleine houten tabletjes (de tesserae) aan de troepen werd gegeven. Iedere centuria had een tesserarius, die tevens verantwoordelijk was voor het bijhouden van wachtvergrijpen en het doen van de ronde langs de wachtposten. Het is aannemelijk dat deze functie ongeveer equivalent was aan die van optio.

## Antieke bronnen
- Tac., Hist. I 25.
- Veg., Mil. II 7.